# Godojos
Godojos es un municipio y localidad española de la provincia de Zaragoza, en la comunidad autónoma de Aragón. El término municipal tiene una población de 54 habitantes (INE 2024)

## Geografía
Su término, limitado por Alhama de Aragón, Ibdes, Jaraba, Nuévalos, Bubierca, abarca una superficie de 16,77 km². El núcleo urbano se halla a 787 m sobre el nivel del mar.

## Historia
A mediados del siglo XIX, el lugar contaba con una población censada de 300 habitantes. La localidad aparece descrita en el octavo volumen del Diccionario geográfico-estadístico-histórico de España y sus posesiones de Ultramar de Pascual Madoz de la siguiente manera:

GODOJOS: v. con ayunt. de la prov., aud. terr. y c. g. de Zaragoza (18 leg.), part. jud. de Ateca, (2), dióc. de Tarazona (15). sit. en terreno montuoso entre los r. Mesa y Jalon: le baten los vientos del N. y E., su clima es templado y saludable. Tiene sobre 86 casas, inclusa la del ayunt. que es recien edificada; un hermoso torreon de piedra silleria, obra al parecer de moros; escuela de niños, á la que concurren de 20 á 30, dotada con 1,100 rs.; igl. parr. (La Purísima Concepcion) servida por 1 cura de entrada que nombra y presenta el Sr. conde de Camarasa, y 3 ermitas dedicadas á Sta. Ana, San Jorge y Ntra. Sra. de la Esperanza, sostenidas por los vec: estos se surten de una fuente que hay dentro de la pobl., cuyas aguas son buenas. El térm. confina por N. con los de Alhama, Bubierca y Castejon de las Armas; E. Carenas; S. Ibdes, y O. Cetina y Contamina. En su radio se encuentran muchos montes poblados de chaparros, romeros y yerbas de pasto. El terreno es secano y medianamente productivo. Los caminos se dirigen á los pueblos confinantes, y son bastante escabrosos. La correspondencia se recibe desde Alhama por balijero. prod. trigo, cebada, avena, mucho vino, garbanzos y otras legumbres: mantiene ganado lanar y cabrio; y hay caza de conejos, liebres y perdices. ind.: la agrícola. pobl.: 63 vec., 300 alm. cap. prod.: 600,000 rs. imp.: 95,800. contr.: 8,547.
(Madoz, 1847, p. 431)

## Demografía
Godojos cuenta con una población de 54 habitantes (INE 2024).
| Gráfica de evolución demográfica de Godojos entre 1842 y 2021                                                       |
| |
| Población de derecho según los censos de población del INE Población de hecho según los censos de población del INE |

## Economía
La principal actividad económica del pueblo desde la antigüedad hasta la segunda mitad del siglo XX fue la producción de vino, de uva garnacha principalmente. El vino se producía y guardaba en bodegas excavadas en un monte próximo al pueblo, para luego venderlo a gente de los alrededores, y de las tierras altas de Castilla.

### Evolución de la deuda viva
El concepto de deuda viva contempla solo las deudas con cajas y bancos relativas a créditos financieros, valores de renta fija y préstamos o créditos transferidos a terceros, excluyéndose, por tanto, la deuda comercial.
| Gráfica de evolución de la deuda viva del ayuntamiento entre 2008 y 2014                             |
| |
| Deuda viva del ayuntamiento en miles de Euros según datos del Ministerio de Hacienda y Ad. Públicas. |

La deuda viva municipal por habitante en 2014 ascendía a 0 €.

## Administración y política
| Período             | Alcalde                                           | Partido |  |
| ------------------- | ------------------------------------------------- | ------- |  |
| 1979-1982 1982-1983 | Santiago Castejón Perdices Luis Berbegal Castejón | UCD     |  |
| 1979-1982 1982-1983 | Santiago Castejón Perdices Luis Berbegal Castejón | UCD     |  |
| 1983-1987           |                                                   |         |  |
| 1987-1991           |                                                   |         |  |
| 1991-1995           |                                                   |         |  |
| 1995-1999           | Pascual Nieto Cebolla                             |         |  |
| 1999-2003           | Armando Castejón Cubero                           |         |  |
| 2003-2007           | Amalio Millán Alda                                |         |  |
| 2007-2011           | Santiago Cebolla Yagüe                            | PSOE    |  |
| 2011-2015           | Santiago Cebolla Yagüe                            | PSOE    |  |
| 2015-2019           | Santiago Cebolla Yagüe                            | PSOE    |  |

| Partido político    | Partido político                                   | 2003   | 2007   | 2011   | 2015   |
| Partido político    | Partido político                                   | Ediles | Ediles | Ediles | Ediles |
|                     | Partido de los Socialistas de Aragón (PSOE-Aragón) | 1      | 1      | 3      | 1      |
|                     | Partido Popular de Aragón (PP)                     | —      | —      | —      | —      |
|                     | Partido Aragonés (PAR)                             | —      | —      | —      | —      |
|                     | Chunta Aragonesista (CHA)                          | —      | —      | —      | —      |
| Total de concejales | Total de concejales                                | 1      | 1      | 3      | 1      |

## Patrimonio
En lo alto del pueblo se encuentra el Torre-castillo de los Señores, una fortificación residencial de estilo gótico construida en piedra sillar sobre la base de un antiguo castillo. La torre, que destaca por sus elaboradas ventanas y matacanes, fue habitada por los señores de Heredia y de Luna.
En la plaza del pueblo se halla la iglesia de la Purísima Concepción, de estilo barroco, construida en piedra sillar, mampostería y ladrillo. En su exterior destaca la portada de sillar con arco de medio punto, y una torre de ladrillo, del siglo XVIII, con decoración barroca, que está rematada por una veleta en forma de gallo. Junto a la iglesia podemos ver una fuente con un arco de medio punto, construida en el siglo XVI. Eclesiásticamente está incluido en el arciprestazgo del Alto Jalón.
Godojos cuenta además con tres ermitas: la de la Virgen de la Esperanza, situada en la plaza del pueblo, la de Santa Ana, junto al cementerio, y la de San Jorge, que se alza en lo alto de un cerro.

## Fiestas
El 9 de mayo son las fiestas patronales en honor de San Gregorio, y el 18 de diciembre se celebra con una hoguera la Virgen de la Esperanza. Pero las fiestas que congregan a un mayor número de gente son las del Corazón de Jesús, que se trasladaron del 13 de junio al primer fin de semana de agosto. Godojos también celebra el día de San Jorge (23 de abril) con una romería a la ermita dedicada a dicho santo.